# Goya (serie de televisión)
Goya fue una serie de televisión, estrenada por TVE, en la que se narra la vida del pintor español Francisco de Goya y Lucientes.

## Argumento
La serie refleja la historia de España entre 1746 y 1828 a través de los ojos del pintor de corte Francisco de Goya. El argumento se construye sobre cuatro pilares biográficos: sus relaciones familiares, su actividad artística, las tertulias de la calle y la vida en la corte. Junto a todo ello, su relación con la Duquesa de Alba

## Presupuesto
El coste de producción alcanzó la cifra de 330 millones de pesetas, la más cara de la historia de la televisión en España hasta ese momento. Participaron 80 actores y más de 4.000 extras.

## Escenarios
La serie se rodó en Fuendetodos, Zaragoza, Madrid, El Escorial, La Granja y Aranjuez.

## Listado de capítulos
- La cucaña.
- Pintor del rey.
- Cayetana.
- La familia de Carlos IV.
- Yo lo vi.
- La Quinta del Sordo.

## Reparto
- Enric Majó como Francisco de Goya.
- Laura Morante como María Teresa Cayetana de Silva, Duquesa de Alba.
- José Bódalo como Carlos IV de España
- Antonella Lualdi como María Luisa de Parma, reina consorte de España.
- Rosalía Dans como Leocadia Zorrilla.
- Jeannine Mestre como Josefa "Pepa" Bayeu.
- Luis Escobar como Carlos III de España.
- Carlos Larrañaga como Manuel Godoy, Príncipe de la Paz.
- Marisa Paredes como María Josefa Pimentel, Duquesa de Osuna.
- Raf Vallone como José Duaso y Latre
- Alfredo Mayo como José Moñino y Redondo, Conde de Floridablanca.
- Luis Prendes como Jovellanos
- José Manuel Cervino como Rafael del Riego
- Javier Escrivá como Iriarte
- Verónica Forqué como María Teresa de Borbón, Condesa de Chinchón.
- Gerardo Malla como Francisco Bayeu.
- Agustín Poveda como Ramón Bayeu.
- Jorge Sanz como Francisco de Goya de joven.
- Cristina Higueras como Lola, sirvienta de la Duquesa de Alba.
- Emma Penella como la "Gitana" vidente.
- Luis Maluenda como José Álvarez de Toledo Osorio, Duque de Alba.
- Queta Claver

- Emilio Gutiérrez Caba
- Alberto Closas
- Kiti Manver
- Juanjo Puigcorbé
- Carlos Lemos
- Miguel Rellán
- Conrado San Martín
- José María Caffarel
- Carlos Hipólito
- Emilio Linder
- Ismael Merlo
- Luis Merlo
- Jorge Roelas
- José María Rueda
- Jack Taylor
- Fernando Valverde
- Charo Vera

## Ficha técnica
- Dirección: José Ramón Larraz
- Guiones: Philip Broadley, Gabriel Castro, Jon Churchman, Antonio Isasi-Isasmendi, Antonio Larreta, Salvador Pons
- Música Original: Xavier Montsalvatge
- Fotografía: Fernando Arribas
- Montaje: Emilio Rodríguez
- Peluquería: Mercedes Paradela
- Maquillaje: José Antonio Sánchez